# 佐久間信好
佐久間 信好（さくま のぶよし、永禄9年（1566年） - 慶長3年（1598年）11月）は、安土桃山時代の武将。徳川氏の家臣。通称は孫四郎。佐久間信辰の子。弟に信重。
徳川家康に仕え、父・信辰が館林城に転任した際、父の旧職を引き継いだ。